# 盛逻皮
盛逻皮（673年—728年），又作慎乐皮、诚乐魁，蒙舍诏第三代诏，逻盛之子，谥威成王，庙号太宗。
712年，逻盛入唐在长安病逝，盛逻皮继位。713年，唐朝授特进，封为台登郡王。设官征商税。714年，遣张建成入朝，在唐立“土主庙”。721年，反唐。726年，立庙祀晋右军将军王羲之为圣人。728年，盛逻皮病逝，其子皮逻阁继位。